# Mithi
Mithi (en ourdou : مِٹّھی) est une ville pakistanaise, capitale du district de Tharparkar, dans le sud-est de la province du Sind. Elle est située à près de 120 kilomètres au sud-est de Mirpur Khas.
La population de la ville a été multipliée par plus de quatre entre 1972 et 2017, passant de 10 211 habitants à 47 073. Entre 1998 et 2017, la croissance annuelle moyenne s'affiche à 4,7 %, bien supérieure à la moyenne nationale de 2,4 %.  Selon le recensement de 2023, la population de la ville monte à 52 376 habitants.
La ville de Mithi est majoritairement peuplée d'hindous selon le recensement de 2023.
|            | 1972 (rec.) | 1981 (rec.) | 1998 (rec.) | 2017 (rec.) | 2023 (rec.) |
| ---------- | ----------- | ----------- | ----------- | ----------- | ----------- |
| Population | 10 211      | 12 287      | 19 697      | 47 073      | 52 376      |